# Ања Радић
Ања Радић (Београд) је српска манекенка и носилац титуле Мис Србије 2021. године.

## Биографија
Ања је рођена у Београду, у патријахалној породици. Њен отац је морепловац, а мајка уметница. Пошто је, због природе посла, отац морао бити по пола године одсутан, мајка се маскимално посветила васпитавању деце. Ања има пет година старију сестру, која је завршила мастер на Факултету ликовних уметности. Студира на Факултету за пројектни и иновациони менаџмент у Београду. Учествовала је на такмичењу лепоте Мис Србије 2019. године, на коме је победила у полуфиналном такмичењу и пласирала се међу 20 лепотица. Године 2021. се опет пријавила за такмичење лепоте Мис Србије 2021. Такмичење је, због епидемиолошких мера, први пут одржано ван Србије, у Шарм ел Шеику, у Египту, јануара 2022. године. Такмичарке су представљале десет градова Србије и десет знаменитости Шарм ел Шеика, а Ања је представљала Београд. Упоредо са избором за мис Србије, одржани су Српски дани моде. Жири је одлучио да Ања понесе ленту лепотице Србије. Радила је као ПР тениског центра Новака Ђоковића и постала је амбасадор компаније Цептер у 65 земаља. Представљала је Србију на такмичењу лепоте Мис света 2023 одржаном у Индији 9. марта 2024. године. По доласку у Њу Делхи, Ања је говорила у сали Бахарат Мандапам и истакла се представљајући свој хуманитарни пројекат Лепота је свуда око нас, који има за циљ промоцију вредности као што су пријатељство, поштовање, толеранција међу децом предшколског узраста. Показала је своје умеће у спортским дисциплинама, где се пласирала међу најбољих 10  у европском тиму. Уз спортски дух, Ања је свој таленат показала кроз плес на музику Ђелем, ђелем, носећи симболичне поруке. У званичном представљању у националној ношњи, Ања је носила хаљину Симонида, дизајнирану по узору на средњевековне хаљине и круне српске краљице Симониде, а коју је за ову прилику израдило Удружење Две моје златне руке. Такмичила се у још неколико дисцплина, а на препоруку Министарства пољопривреде и шумарства Индије, писала је обраћање светској јавности на тему заштите тигрова и њиховог станишта, док је од глобалних тема одабрала проблем климатског загревања.

## Спољшње везе
- Ања Радић на веб-сајту